# Evelin Santos
Evelin Santos es una actriz y modelo colombiana nacida en la ciudad de Ibagué, reconocida por figurar en producciones televisivas de Colombia, México y Estados Unidos.

## Carrera
La carrera de Santos tomó vuelo a mediados de la década de 1990 al interpretar el papel de Paloma en la serie cómica Vuelo secreto y el de María Delia Espina en la popular telenovela Las Juanas. En la década de 2000 registró apariciones en producciones para televisión como La revancha, Cazando a un millonario, Pecados capitales, La viuda de Blanco, Pecados ajenos, y El rostro de Analía.Además, tuvo una espectacular y destacada actuación en La Saga Negocio de Familia, año 2004, haciendo el papel de "Yiyi" en la época referente a los años 1960s. 
En la década de 2010 figuró en seriados como Alguien te mira (2010) y Santa diabla (2013).

## Filmografía destacada

### Televisión
- 1995 - Vuelo secreto
- 1997 - Las Juanas
- 1998 - La madre
- 1999 - Alejo, la búsqueda del amor
- 2000 - La revancha
- 2001 - Radio pirata
- 2001 - Cazando a un millonario
- 2002 - Pecados capitales
- 2004 - La saga, negocio de familia
- 2004 - Ángel rebelde
- 2005 - El cuerpo del deseo
- 2006 - La viuda de Blanco
- 2007 - Bajo las riendas del amor
- 2007 - Decisiones[6]
- 2008 - La dama de Troya
- 2008 - Pecados ajenos
- 2008 - El rostro de Analía
- 2010 - Alguien te mira
- 2013 - Santa diabla